# Zoo de Los Angeles
Le zoo de Los Angeles est un parc zoologique américain situé au  Griffith Park de Los Angeles, en Californie.

## Présentation
Fondé en 1912, le site originel se situe 3 km plus au sud. En 1965, il est déplacé sur le site qu'il occupe actuellement, toujours dans Griffith Park. Certains enclos et grottes sont encore visibles au niveau de  l'ancien emplacement. Le zoo compte désormais près de 1 200 espèces d'animaux du monde entier. Il a notamment travaillé sur le programme de repopulation du condor de Californie, dont on ne comptait plus que 9 spécimens en 1994 pour plus d'une centaine aujourd'hui.
Le zoo occupe aujourd'hui une superficie de 46 hectares et appartient à la ville de Los Angeles, ses salariés étant d'ailleurs des employés municipaux. Un nouvel enclos y est en construction pour les hippopotames, les gorilles et les éléphants.